# دوچرخه‌سواری در المپیک تابستانی ۲۰۱۶ - اسپرینت زنان

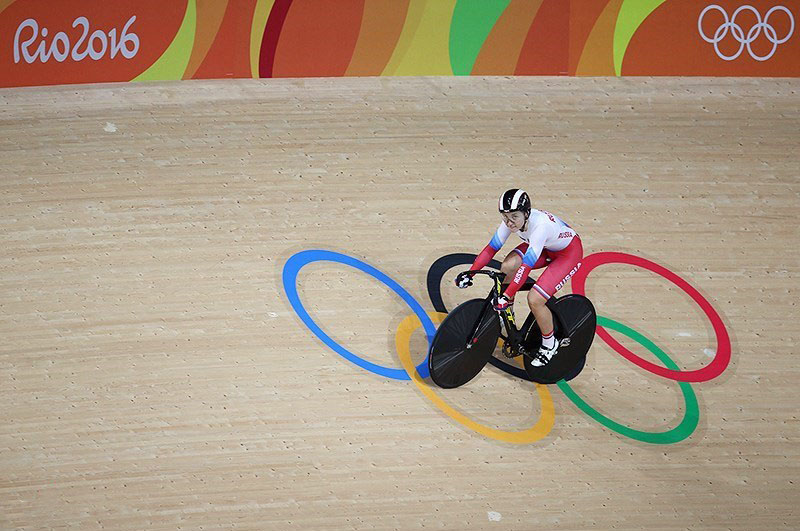
Daria Shmeleva, دوچرخه سوار

مسابقات دوچرخه‌سواری اسپرینت زنان در بازی‌های المپیک تابستانی ۲۰۱۶ در تاریخ ۱۴ تا ۱۶ اوت ۲۰۱۶ در ریو دو ژانیرو برگزار شد.

## برنامه
تمامی زمان ها به وقت برزیل است. (یوتی‌سی ۳:۰۰-).
| تاریخ                  | زمان        | دور                       |
| ---------------------- | ----------- | ------------------------- |
| پنج شنبه، ۱۴ اوت ۲۰۱۶  | ۱۶:۰۰       | انتخابی / مسابقات مقدماتی |
| پنج شنبه، ۱۴ اوت ۲۰۱۶  | ۱۷:۱۲       | دور اول                   |
| چهار شنبه، ۱۵ اوت ۲۰۱۶ | ۱۰:۰۰       | دور دوم                   |
| شنبه، ۱۶ اوت ۲۰۱۶      | ۱۰:۰۰       | یک چهارم نهایی            |
| شنبه، ۱۶ اوت ۲۰۱۶      | ۱۶:۰۰ ۱۷:۴۴ | نیمه نهایی نهایی          |

### ۹ام تا ۱۲ام طبقه‌بندی
| نام                  | زمان   | میانگین سرعت (متر/ثانیه) | رتبه |
| -------------------- | ------ | ------------------------ | ---- |
| ناتاشا هانسن (NZL)   | ۱۱٫۸۵۲ | ۶۱٫۰۴۲                   | ۹    |
| آنا میرز (AUS)       | +۰٫۰۶۸ | +۰٫۰۶۸                   | ۱۰   |
| میریام ولت (GER)     | +۰٫۱۷۴ | +۰٫۱۷۴                   | ۱۱   |
| Virginie Cueff (FRA) | +۰٫۱۸۱ | +۰٫۱۸۱                   | ۱۲   |

### ۵–محل ۸ طبقه
| نام                      | زمان   | میانگین سرعت (متر/ثانیه) | رتبه |
| ------------------------ | ------ | ------------------------ | ---- |
| ژونگ تیانشی (CHN)        | ۱۱٫۱۹۷ | ۶۴٫۳۰۲                   | ۵    |
| Lee Wai Sze (HKG)        | +۰٫۰۰۵ | +۰٫۰۰۵                   | ۶    |
| Simona Krupeckaitė (LTU) | +۰٫۲۰۳ | +۰٫۲۰۳                   | ۷    |
| Anastasia Voynova (RUS)  | +۰٫۳۵۳ | +۰٫۳۵۳                   | ۸    |

### فینال
مدال برنز مسابقه
| نام                 | (مسابقه ۱) | (۲)    |
| ------------------- | ---------- | ------ |
| Katy Marchant (GBR) | ۱۱٫۲۳۷     | ۱۱٫۴۲۴ |
| الیس لیخلی (NED)    | +۰٫۰۸۷     | +۰٫۰۰۷ |

مدال طلا بازی
| نام                 | (مسابقه ۱) | (۲)    |
| ------------------- | ---------- | ------ |
| کریستینا فوگل (GER) | ۱۱٫۲۳۷     | ۱۱٫۳۱۲ |
| بکی جیمز (GBR)      | +۰٫۰۱۶     | +۰٫۰۰۴ |